# وينشتات
وينشتات Weinstadt (معنى «مدينة النبيذ») هي مدينة في مقاطعة Rems-Murr في ولاية بادن-فورتمبيرغ، ألمانيا. وهي تقع في وادي Rems حوالي 15 كم شرق مدينة شتوتغارت. كان عدد سكانها في عام 2012 25,998 نسمة. تتكون المدينة من خمس مقاطعات أو Stadtteile والتي كانت في السابق مدن وقرى مستقلة. هن Beutelsbach, Endersbach, Großheppach, Strümpfelbach ، Schnait. تم ضم المدن الخمس على شكل مدينة وينشتات في عام 1975. تعتبر اليوم سادس أكبر مدينة في Rems-Murr-Kreis.
كما يوحي الاسم، تشتهر وينشتات بالكَرْم وإنتاج النبيذ.Remstalkellerei، التي تقع في حي Beutelsbach ، هي تعاونية مملوكة من قبل المزارعين المحليين، وتعتبر عاشر أكبر مصنع ggolv في ألمانيا.
قامت جامعة ستانفورد في كاليفورنيا، الولايات المتحدة، برعاية «حرم جامعي في الخارج» لطلبة ستانفورد في Beutelsbach من عام 1958 حتى عام 1976. الحرم الجامعي الموجود على قمة التل أصبح الآن فندق ومركز المؤتمرات Landgut Burg.

## الموقع الجغرافي

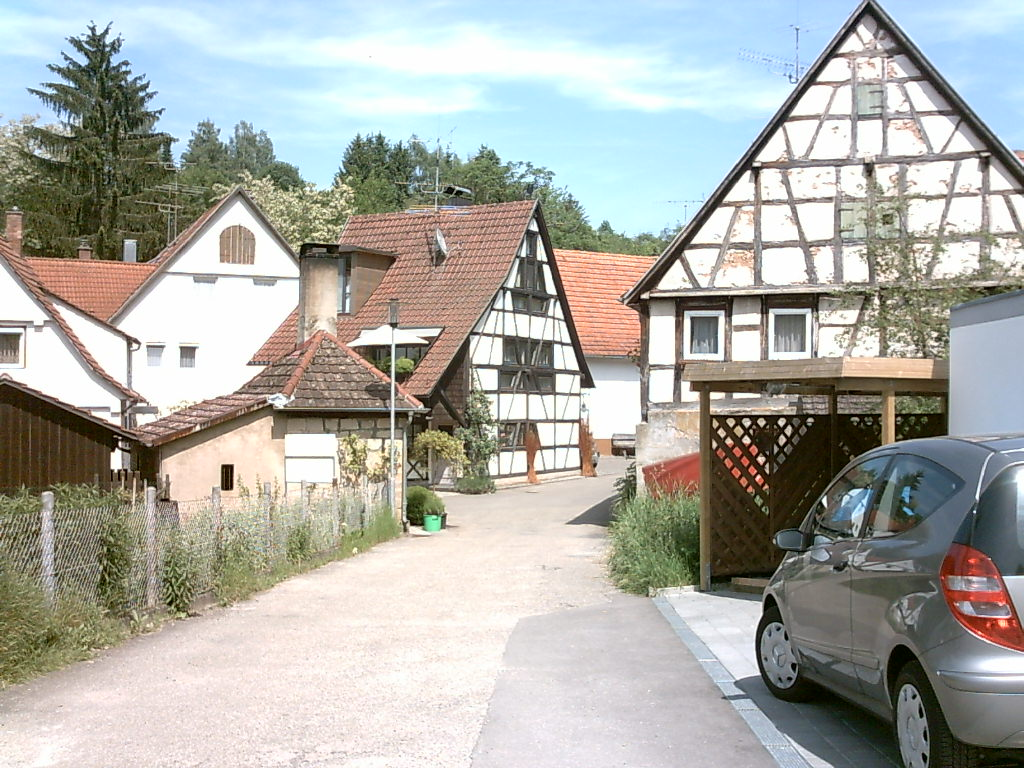
Baach 2006

تمتد حدود مدينة وينشتات من نهر Rems, الذي يتدفق عبر وادي Rems (Remstal) في حوض نيكار. يصب Rems  في نيكار في Remseck ام نكار. تقع Stadtteil Großheppach إلى الشمال من Rems, بينما تقع Stadtteile إلى الجنوب منه. يسلق الكرْم المنحدرات على حافة Schurwald  في الجزء الجنوبي من المدينة. يوجد الكرم في كل مكان من Stadtteile ; والذي هو مصدر اسم "Weinstadt."

## التاريخ
|  |  |

أُنشِئت وينشتات كجزء من تعديل المناطق في 1 يناير عام 1975، والتي  تم خلالها ضم المدن مستقلة أنذاك Beutelsbach, Endersbach, Großheppach ، Schnait  Strümpfelbach سبق ضمها Endersbach في 1 يناير 1973. توجد الآن خمسة مراكز لمدينة وينشتات بسبب ضم هذه المدن. كم تعطي مراكز مدن Endersbach و Beutelsbach انطباعا بأنها مدن مستقلة.
كان يسكن بلدية وينشتات عندما تأسست أكثر من 20 ألف شخص. ومع ذلك، لم تطلب الإدارة ما يسمى بنظام المناطق الكبيرة حتى عام 1978. وافقت حكومة الدولة على تطبيقه بriتاريخ 1 كانون الثاني / يناير 1979.

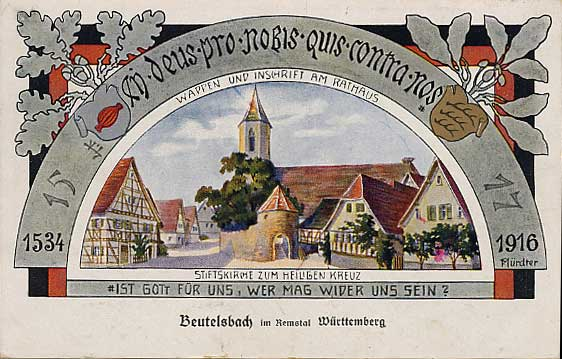
الكنيسة المجمعية لبيت Württemberg

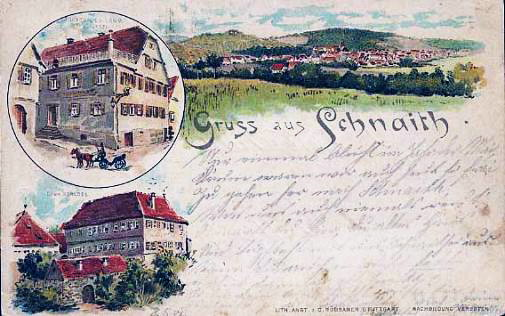
Schnait حوالي 1900

### النمو السكاني
القيم أدناه هي إما نتائج التعداد (1) أو الإحصاءات الرسمية المنشورة في كل مكتب مدينة (إفقط المقيمون الدائمون).
| تاريخ          | عدد السكان |
| -------------- | ---------- |
| 31 ديسمبر 1975 | 22,162     |
| 31 ديسمبر 1980 | 23,244     |
| 31 ديسمبر 1985 | 23,255     |
| 27 مايو 1987 1 | 23,148     |

| تاريخ          | عدد السكان |
| -------------- | ---------- |
| 31 ديسمبر 1990 | 23,999     |
| 31 ديسمبر 1995 | 24,941     |
| 31 ديسمبر 2000 | 25,643     |
| 31 ديسمبر 2005 | 26,245     |

| تاريخ          | عدد السكان |
| -------------- | ---------- |
| 31 ديسمبر 2008 | 26,005     |
| 31 ديسمبر 2010 | 26,421     |

1 نتائج التعداد

## معرض صور

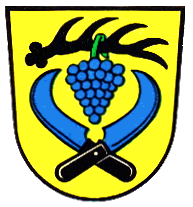
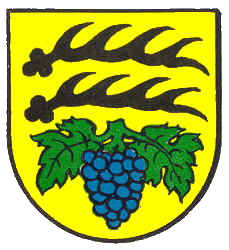
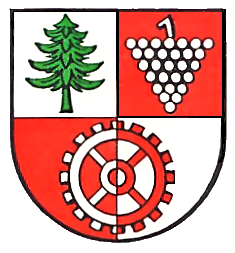
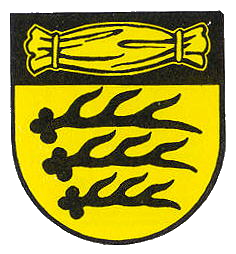
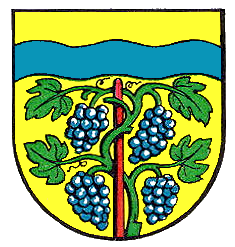